# Ideas para una historia universal en clave cosmopolita
Ideas para una historia universal en clave cosmopolita (en alemán: Idee zu einer allgemeinen Geschichte in weltbürgerlicher Absicht) es un ensayo de 1784 del filósofo prusiano Immanuel Kant (1724–1804), profesor de antropología y geografía en la Universidad de Königsberg.

## Descripción general
El ensayo se publicó cuando Kant ganaba reputación como filósofo tras la publicación de su tratado revolucionario sobre epistemología, La crítica de la razón pura (1781) y antes de su crítica de la teoría ética, Crítica de la razón práctica (1788). "Idea para una historia universal con un propósito cosmopolita" envolvió a Kant en una controversia debido a las implicaciones políticas de su crítica a su contemporáneo Johann Gottfried Herder.
El ensayo avanza a través de nueve proposiciones a través de las cuales Kant busca probar su afirmación de que la autonomía racional y moral derrotará inevitablemente las compulsiones del individualismo egoísta. Kant busca lograr esto mediante el avance de una cuenta jerárquica del desarrollo de la historia mundial. Al escribir desde la perspectiva de una historia universal, Kant valora un estado futuro no realizado (aunque es consciente, sin embargo, del problema de teorizar sin base empírica, reconociendo la apariencia de irracionalidad que exhibe tal empresa y criticando a Herder por extraer conclusiones de psicologización especulativa).
Kant clasifica las repúblicas constitucionales de la Europa occidental contemporánea, marcadas como estaban por el federalismo, la búsqueda de estatus, el individualismo y un grado de madurez moral y cultural, como pertenecientes a una etapa de desarrollo avanzada, aunque todavía intermedia, y las considera civilizadas. pero no completamente moral. Todas las demás sociedades se consideran inferiores y se juzgan de acuerdo con el punto de referencia de los estados-nación europeos. Kant propone que las naciones europeas tendían hacia la estatalidad en una federación caracterizada por una cultura moral universalista y cosmopolita, un estado final histórico al que también se acercaron (aunque a un ritmo más lento) aquellas sociedades inferiores no europeas, definidas como todavía lo eran por el abrazo de la fe.

## Lectura adicional
- Schmidt, James; Oksenberg Rorty, Amélie, eds. (2009). Kant's 'Idea for a Universal History with a Cosmopolitan Aim': a Critical Guide. Cambridge: Cambridge University Press. ISBN 978-0-521-87463-2.